# Gladiolus pauciflorus
Gladiolus pauciflorus là một loài thực vật có hoa trong họ Diên vĩ. Loài này được Baker ex Oliv. miêu tả khoa học đầu tiên năm 1887.